# Sedum rubens
Sedum rubens är en fetbladsväxtart som beskrevs av Carl von Linné. Sedum rubens ingår i Fetknoppssläktet som ingår i familjen fetbladsväxter. Inga underarter finns listade i Catalogue of Life.

## Bildgalleri

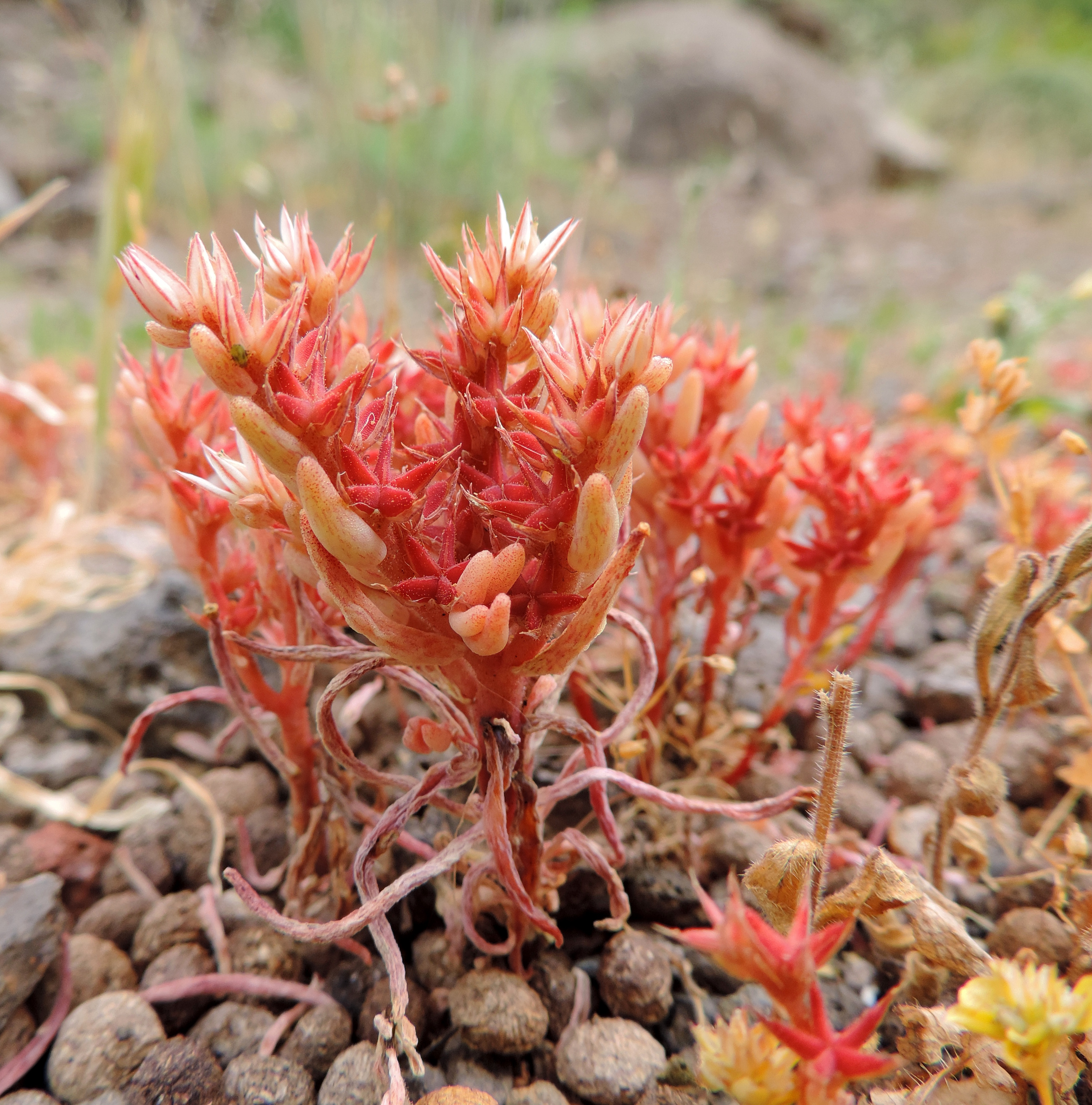